# Walter Abish
Walter Abish, född 24 december 1931 i Wien, död 28 maj 2022 på Manhattan i New York, var en österrikisk-amerikansk författare.
Abish tillbringade barndomen i Singapore och blev amerikansk medborgare 1960. Hans första böcker, bland annat Alphabetical Africa (1974), präglas av en postmodernistisk lekfullhet. Hans genombrott kom med romanen How German Is It? (1980; "Hur tyskt är det?"), om en författares återkomst till det "nya" Tyskland. Abish har fortsatt sina språkligt eleganta satirer med Eclipse Fever (1993).